# Décembre 1842
Cette page présente les faits marquants du mois de décembre 1842.

## Événements
- Dost Mohammed est rétabli sur son trône d’Afghanistan et traite avec les Britanniques contre les Persans.
- Georges III Bibesco devient prince de Valachie (fin en 1848).

- 3 décembre : fin de l'insurrection espagnole. Sur ordre d'Espartero, Van Halem bombarde Barcelone. La ville se rend le 4. 300 miliciens et bourgeois sont passés par les armes.

- 12 décembre, (Italie) : ouverture de la tranchée Padoue- Marghera (Venise) (part de la ligne Venise - Milan)

## Naissances
- 6 décembre : Hendrik Weyenbergh Jr. (mort en 1885), paléontologue néerlandais.
- 7 décembre : Otto Ammon (mort en 1916), anthropologue allemand.
- 8 décembre : Alphonse Louis Nicolas Borrelly (mort en 1926), astronome français.
- 14 décembre : Charles Otis Whitman (mort en 1910), zoologiste américain.
- 17 décembre : Sophus Lie (mort en 1899), mathématicien norvégien.
- 23 décembre : « Frascuelo » (Salvador Sánchez Povedano), matador espagnol († 8 mars 1898).

## Décès
- 19 décembre : Morel de Vindé (né en 1759), homme de loi, Pair de France, agronome et littérateur français.